# Franci Rogač
Franci Rogač, slovenski pisatelj, * 23. april 1974, Ljubljana, Slovenija.

## Življenjepis
Osnovno šolo je obiskoval v Novih Jaršah od 1981 do 1989. Leta 1989 se je vpisal v prvi letnik srednje pedagoške šole v Ljubljani, ki je ni zaključil. Leta 1990 se je prepisal na srednjo šolo tiska in papirja (takratna različica srednje grafične šole), ki je ni dokončal zaradi pridružitve subkulturi pankerjev. Leta 1991 se je zaposlil in od takrat opravlja različna dela. Leta 1999 je opravil tečaj za pomožnega natakarja. Januarja, leta 2000 je odpotoval v München, kjer je doživel preobrat. Leta 2001 je končal srednjo trgovsko šolo in istega leta se je dodatno izšolal za ekonomskega tehnika (3+2 program).
Leta 2003 se je vpisal na Fakulteto za socialno delo. V času študija je leta 2006 prejel podporno štipendijo Rotary kluba kot spodbudo za nadaljnje delo. 11. junija 2007 je diplomiral. V letu 2011 zaključuje magistrski študij na Fakulteti za socialno delo, smer duševno zdravje.

## Delo
Vsebina pravljic je poučna in vzgojna. Glavne književne osebe imajo običajno kakšno hibo (gluhost, slepota, štrleča ušesa) in tako otrokom sporočajo, da je drugačnost lahko tudi bogastvo in da te le vztrajnost privede do cilja.
Od leta 2002 je napisal osem pravljic (nekatere so izdane v Braillovi pisavi ali posnete na DVD v znakovnem jeziku) in en roman. Hkrati je izdal še štiri ponatise pravljic in tako je izdal trinajst knjig. Želi si, da bi pravljice bile objavljene v čim več tujih jezikih.
Sodeloval je na dveh mednarodnih knjižnih sejmih v Frankfurtu in Zagrebu. Leta 2004 so ga povabili v 44. sezono programske knjižice Bralna značka. Do konca leta 2010 je nastopil v več kot petsto institucijah (vrtci, osnovne šole, srednje šole, fakultete, bolnice, knjižnice ...), ter na drugih  prireditvah za otroke in odrasle. Leta 2010 je obiskal Združene države Amerike. Bil je v Clevelandu in Chicagu, kjer je nastopal v javnih knjižnicah. Pravljice se prodajajo na največji spletni trgovini www.amazon.com in je prvi slovenski samozaložnik, ki mu je uspelo priti na Amazon.
V letu 2011 pripravlja izid nove pravljice z naslovom Dežka.